# Augustin Ulry
Augustin Ulry, né le 20 juin 1740 à Vézelise et mort le 12 mai 1813 à Nancy, est un homme politique français, député du tiers état aux États généraux de 1789.

## Biographie
Augustin Ulry est avocat au conseil souverain de Lorraine et avocat du roi au Bailliage de Bar-le-Duc aux prémices de la Révolution française et habite dans cette ville place de la Couronne,. Il est élu député du tiers état aux États généraux de 1789 pour ce bailliage le 1er avril 1789,,. Le peintre Antoine-Jean Gros avait fait son portrait dessiné in-8,.
Il prête le serment du Jeu de Paume et devient membre des comités de constitution et des rapports. Il est envoyé à Paris le 16 juillet 1789 avec les délégations pour y rétablir l'ordre puis quelques jours plus tard à Poissy pour la même raison. Il siège jusqu'à la dissolution de l'Assemblée nationale constituante le 30 septembre 1791.
Après la session parlementaire, il devient président du tribunal de district puis commissaire près le tribunal correctionnel de Bar-le-Duc.
Il est ensuite juge au tribunal de Bar-le-Duc en 1805 puis à la cour d'appel de Nancy où il meurt le 12 mai 1813,.